# Mariene ecoregio Bahama's
De Mariene ecoregio Bahama's (63) (Engels: Bahamian marine ecoregion) is een biogeografische regio en ligt in het westen van de Atlantische Oceaan in de Mariene provincie Tropische Noordwestelijke Atlantische Oceaan (12) in het Marien rijk Tropische Atlantische Oceaan. De mariene ecoregio is vastgesteld door het World Wide Fund for Nature en The Nature Conservancy en is vernoemd naar de Bahama's.
In het noorden grenst het gebied aan de mariene ecoregio Carolina's (42), in het westen aan de mariene ecoregio Florida (70), in het zuiden aan de mariene ecoregio Grote Antillen (65) en in het zuidoosten aan de mariene ecoregio Oostelijke Caraïben (64).

## Geografie
De mariene ecoregio ligt in het westen van de Atlantische Oceaan rond de Bahama's en de Turks- en Caicoseilanden.
Door het gebied stroomt de Antillenstroom en de Golfstroom.

## Biogeografie
Het gebied kent zeeleven dat houdt van tropische temperaturen.